# Come Softly to Me
Come Softly to Me è un brano estratto come singolo nel 1959 dall'album Mr. Blue del gruppo musicale statunitense The Fleetwoods.

## Descrizione
Si tratta di una canzone popolare i cui testo e musica furono composti e interpretati dai tre membri del complesso Christopher Ellis, Barbara Ellis e Gary Troxel. Il titolo originale doveva essere semplicemente Come Softly, ma Bob Reisdorff, il proprietario della Dolphin Records, che negli anni Sessanta divenne Dolton Records, ritenne che fosse troppo ovvio e quindi rischioso. Nel testo, comunque, la frase per intero non compare mai.
Incidendo la canzone a casa, il gruppo la cantò a cappella sul ritmo delle chiavi della macchina di Troxel. La registrazione fu poi inviata a Los Angeles, dove fu aggiunto l'accompagnamento strumentale, inclusa una chitarra acustica suonata da Bonnie Guitar, ella stessa una cantautrice di successo (Dark Moon) e produttrice discografica per l'etichetta di Reisdorff.
In aprile il singolo conquistò la 1ª posizione nella classifica generale di Billboard negli Stati Uniti.

## Tracce
Singolo 7"
1. Come Softly to Me – 2:25
2. I Care So Much – 2:07

## Classifiche

### Classifiche settimanali
| Classifica (1959)                              | Posizione massima |
| ---------------------------------------------- | ----------------- |
| Classifica generale di Billboard (Stati Uniti) | 1                 |
| Classifica rhythm and blues (Stati Uniti)      | 5                 |

### Classifiche assolute
| Classifica (1958-2018)           | Posizione |
| -------------------------------- | --------- |
| Classifica generale di Billboard | 455       |

## Nella cultura di massa
- La canzone compare nella colonna sonora del film Stand by Me - Ricordo di un'estate.
- È utilizzata nella scena di apertura del film Dead Silence.
- Fa parte delle musiche del videogioco Mafia II.
- Eliza Doolittle l'ha campionata nel suo brano Missing, facente parte del suo album di debutto.

## Versione di Nick Kamen
Come Softly to Me è il terzo singolo estratto dall'album Nick Kamen del cantautore e musicista britannico Nick Kamen.

## Altre versioni
La canzone è stata reinterpretata da molti altri artisti, tra i quali: Sandy Salisbury, Henri Salvador (Tout doux, tout doucement - 1959), Paul & Paula (1963), Four Jacks and a Jill (1965), i Serendipity Singers (1968), Bob Welch con Christine McVie nei cori, Frankie Vaughan con le Kaye Sisters, che con questo brano ottennero un notevole successo nelle classifiche del Regno Unito, Jane Olivor, il gruppo musicale Mercy, che ne pubblicò una versione nell'album del 1969 Love Can Make You Happy, i New Seekers, la cui interpretazione raggiunse il 95º posto nella classifica generale di Billboard e il 20º in quella britannica nel 1972-73, Brenton Wood, che intitolò il suo album del 1977 Come Softly, dal titolo della canzone, i Roches, la cui versione fu utilizzata per la colonna sonora del film Crossing Delancey e Buck Dharma dei Blue Öyster Cult, che reinterpretò questa canzone per il suo album da solista del 1982 Flat Out.